# Seejou King
Seejou King (født 14. april 1992) er en dansk fodboldspiller af gambiansk afstamning, der spiller i Akademisk Boldklub Gladsaxe

## Karriere

### FC Nordsjælland
Seejou King startede sin professionelle karreire i FC Nordsjælland, hvor han også havde spillet som ungdomspiller. Han debuterede for klubben i Superligaen den 16. juli 2011 mod OB hvor kampen endte 2-0 til OB.

### Sporting CP
Da der ikke var udsigt til meget spilletid på FC Nordsjællands førstehold blev King i januar 2013 udlejet til den portugisiske klub Sporting Lissabons B-hold indtil sommeren 2013. I lejeaftalen med den portugisiske klub var indarbejdet muligheden for at King senere kunne skifte permanent, hvis man gjorde det tilstrækkeligt godt på holdet. Denne option blev i sommeren 2013 udnyttet, og King skiftede derfor på en permanent aftale til den portugisiske klub, hvor han samtidigt avancerede til klubbens A-hold.